# Robin Kazins
Robin Kazins (rođen 17. avgust 1957) britanski je bivši takmičarski umetnički klizač. On je olimpijski šampion 1980. godine, evropski prvak 1980, trostruki svetski medaljista (1978–1980) i četvorostruki britanski državni prvak (1977–1980), koji je sve ove titule stekao tokom svoje amaterske karijere. Tome je sledila uspešna karijera profesionalnog klizača. Kasnije je glumio u predstavama na ledu, a produkovao je i nekoliko svojih predstava. On je imao sposobnost da se okreće u oba smera, u smeru kretanja kazaljki na satu i suprotnom smeru, što je neuobičajena veština za umetničkog klizača.
Van leda je Kazins je radio kao komentator događaje umetničkog klizanja za BBC, i preuzeo je mesto glavnog sudije na ITV-ovoj predstavi Plesanje na ledu od 2006. do 2014. Takođe se pojavio u pozorišnim produkcijama, uključujući i Vest End.

## Rani život
Robin Kazins je rođen u Bristolu od majke Džo, sekretarice, i oca Freda, državnog službenika, koji je ranije bio golman za Milvol F.C. Kazins ima dva starija brata, Martina i Nika.
Kazins je prvi put stao na led sa šest godina na klizalištu Vestover Roud dok je bio na odmoru u Bornmutu. Pošto mu se dopalo to iskustvo, zatražio je lekcije za Božić osamnaest meseci kasnije.
Kao mladi klizač, Kazins je trenirao ples na ledu uporedo sa pojedinačnim klizanjem. Njegov prvi trener bila je Pamela Dejvis. Kasnije ga je trenirala Gledis Hog na Kvinsovom klizalištu, a zatim Karlo Fasi.
Kazins je napustio školu sa šesnaest godina da bi se fokusirao na umetničko klizanje. Godine 1974, preselio se sam iz Birmingema u London, gde je živeo u malom stanu koji je bio poput „preuređenog plakara.“ On je pronašao posao slaganja polica u Vajtlijevoj robnoj kući.

## Takmičarska karijera
Kazins je osvojio svoju prvu nacionalnu titulu 1969. godine, sa 12 godina, na nivou početnika. Sa 14 godina bio je juniorski šampion Britanije, a iste godine je debitovao na međunarodnoj sceni.
Kazins je tokom osam godina predstavljao Ujedinjeno Kraljevstvo kao amaterski klizač. Osvojio je Britansko nacionalno prvenstvo za seniore četiri uzastopne godine (1977–1980); sekciju slobodnog klizanja na svetskim prvenstvima tri puta (1978–1980); i srebrnu medalju na svetskim prvenstvima 1979. i 1980. godine.
Vrhunac svoje amaterske karijere dostigao je osvajanjem zlatnih medalja na Evropskom prvenstvu i na Zimskim olimpijskim igrama u Lejk Plesidu u Njujorku 1980. godine. Na Olimpijadi je bio na drugom mestu iza Jana Hofmana posle obaveznih figura i kratkog programa. Kazins je klizio u spektakularnom dugom programu, dobivši 5,9/6,0 od osam od devet sudija za umetnički utisak. Osvajač srebrne medalje Hofman je klizio tehnički superiorno, ali je šest od devet sudija dalo prvo mesto Kazinsu, što mu je donelo ukupnu pobedu i zlatnu medalju. On je izabran za BBC-jevu za sportsku ličnost godine za 1980.
Profesionalac je postao 1980. godine i dva puta je osvojio Svetsko profesionalno prvenstvo u umetničkom klizanju za muškarce (1985. i 1987. godine) i četiri puta bio osvajač medalja u svetskoj profesionalnoj pojedinačnoj konkurenciji (1986, 1990, 1991, 1992).

## Kasnija karijera
Nakon što je postao profesionalac 1980. godine, Kazins je glumio u raznim profesionalnim klizačkim emisijama kao što su Holiday on Ice i Ice Capades, dok je nastavio da bude redovan takmičar na Svetskom profesionalnom prvenstvu. On je ostvario najduži Akselov skok i najduži preokret na umetničkim klizaljkama u Ginisovoj knjizi svetskih rekorda, dostigavši 5,81 metar (19 stopa 1 in) i 5,48 metara (18 stopa) 16. novembra 1983. godine.

## Resulti

### Amaterska karijera
| Internacionalno     | Internacionalno | Internacionalno | Internacionalno | Internacionalno | Internacionalno | Internacionalno | Internacionalno | Internacionalno |
| Događaj             | 1972–73         | 1973–74         | 1974–75         | 1975–76         | 1976–77         | 1977–78         | 1978–79         | 1979–80         |
| ------------------- | --------------- | --------------- | --------------- | --------------- | --------------- | --------------- | --------------- | --------------- |
| Olimpijada          |                 |                 |                 | 10.             |                 |                 |                 | 1.              |
| Svetski šampionat   |                 |                 | 12.             | 9.              | WD              | 3.              | 2.              | 2.              |
| Evropski šampionat  | 15.             | 11.             | 11.             | 6.              | 3.              | 3.              | 3.              | 1.              |
| Skejt Kanada        |                 |                 |                 |                 | 2.              | 1.              |                 |                 |
| NHK trofej          |                 |                 |                 |                 |                 |                 |                 | 1.              |
| Sent Džervejs       |                 |                 |                 |                 | 1.              |                 |                 |                 |
| Nacionalno          |                 |                 |                 |                 |                 |                 |                 |                 |
| Britanski šampionat | 3.              | 2.              | 2.              | 2.              | 1.              | 1.              | 1.              | 1.              |
| WD = povukao se     |                 |                 |                 |                 |                 |                 |                 |                 |

### Profesionalna karijera
| Događaj/Sezona                                    | 1980 | 1981 | 1985 | 1986 | 1987 | 1988 | 1989 | 1990 | 1991 | 1992 | 1993 | 1994 | 1995 | 1997 |
| ------------------------------------------------- | ---- | ---- | ---- | ---- | ---- | ---- | ---- | ---- | ---- | ---- | ---- | ---- | ---- | ---- |
| Svetski profesionalni šampionat                   | 1.*  | 2.*  | 1.   | 2.   | 1.   | 4.   |      | 2.   | 3.   | 2.   |      |      |      |      |
| Izazov šampiona                                   |      |      | 1.   | 2.   |      |      |      | 3.   | 4.   |      | 2.   |      | 3.   |      |
| Svetski kup u klizanju                            |      |      |      |      |      |      | 1.   |      |      |      |      |      |      |      |
| Svetski timski šampionat                          |      |      |      |      |      |      |      |      |      |      |      | 3.*  |      |      |
| Severno američko otvoreno prventstvo              |      |      |      |      |      |      |      |      |      |      |      | 3.   |      |      |
| Kanadski profesionalni šampionat                  |      |      |      |      |      |      |      |      |      |      |      | 4.   |      |      |
| Šampionat legendi                                 |      |      |      |      |      |      |      |      |      |      |      |      |      | 2.   |
| Zvezdica pokazuje rezultate sa ekipnih takmičenja |      |      |      |      |      |      |      |      |      |      |      |      |      |      |

## Literatura
- Lowder Kimball, Martha (1998). Robin Cousins. Baltimore: Gateway Press. ISBN 0-9662502-0-6.
- Tarasova, T. A. (1985). „Выдающиеся тренеры”. Chetyrye Vremeni Goda (на језику: руски). Moscow: Sov. Rossia. стр. 176.
- „Robin COUSINS (1957–)”. Big Red Book.

## Spoljašnje veze
- Magnay, Jacquelin (8. 2. 2012). „London 2012 Olympics: former skating gold medallist Robin Cousins gives synchronised swimmers a lift”. Telegraph.co.uk. Приступљено 9. 2. 2012.
- Walker, Ruth (4. 1. 2014). „A lesson from Dancing on Ice’s Robin Cousins”. Scotsman. Архивирано из оригинала 24. 09. 2015. г. Приступљено 30. 05. 2020.